# Karlsruher Lesebuch
Das Karlsruher Lesebuch ist eine Anthologie-Reihe in der Tradition der Lesebücher. Seit 1980 sind insgesamt fünf Ausgaben erschienen, die jeweils von einem anderen Karlsruher Verlag herausgegeben wurden.
Das Ziel der Reihe ist es, das literarische Schaffen im Raum Karlsruhe umfassend darzustellen und zu dokumentieren. Im Karlsruher Lesebuch kommen zeitgenössische Schriftsteller und Dichter unterschiedlicher Generationen mit kurzen Prosa-Texten (Kurzgeschichten, Novellen, Essays) und Gedichten zu Wort.
Die fünfte und bisher letzte Ausgabe erschien unter dem Titel Neues Karlsruher Lesebuch 2010 im Info Verlag. Neben neuen, jungen und noch unbekannten Autoren sind auch zahlreiche renommierte Autoren vertreten, wie zum Beispiel Wolfgang Burger, Walter Helmut Fritz, Harald Hurst, Matthias Kehle, Jürgen Lodemann, Doris Lott, Markus Orths, Wolf Pehlke, Patrick Roth und Herbert Wetterauer.
Mit dem Neuen Karlsruher Lesebuch ist nun annähernd die Hälfte der Karlsruher Nachkriegsliteratur personell dokumentiert.

## Ausgaben
- Neues Karlsruher Lesebuch, Hrsg. Matthias Kehle und Thomas Lindemann, Info Verlag, Karlsruhe 2010, ISBN 978-3-88190-589-3
- Karlsruher Lesebuch (Optimistische Geschichten aus dem Alltag), Schimmelzweig Verlag, Karlsruhe 2010, ISBN 978-3-00-030190-2
- Karlsruher Lesebuch, Hrsg. von Cordula Hoepfner und Dr. Peter Kohl, Karlsruhe 1998, Röser-Verlag, ISBN 3-9805361-0-6
- Karlsruher Lesebuch, Hrsg. Ulrich Zimmermann, Braun Verlag, Karlsruhe 1988, ISBN 3-7650-8059-4
- Karlsruher Lesebuch, Hrsg. Andreas Dürr, Fächer Verlag, Karlsruhe 1980, ISBN 3-88685-110-9

## Rezeption
- Klappe auf, Ausgabe 8/2010, Seite 36
- Der Kurier, 6. August 2010, Seite 15

## Einzelnachweis
1. ↑  Verlagsinformationen zum Neuen Karlsruher Lesebuch (Memento des Originals vom 24. Januar 2016 im Internet Archive)  Info: Der Archivlink wurde automatisch eingesetzt und noch nicht geprüft. Bitte prüfe Original- und Archivlink gemäß Anleitung und entferne dann diesen Hinweis.